# Castell de Cornil
El Castell de Cornil és un castell catalogat com a monument del municipi de Tavertet (Osona) declarat bé cultural d'interès nacional. Segons l'historiador Mn. Antoni Pladevall i Font, les restes de la fortalesa o castell termenat atribuït popularment a la família Tavertet, corresponen en realitat al castell «Cornile». Aquestes restes es troben arrapades a l'espadat, en el petit istme que separa el Puig de la Força de la cinglera de Tavertet. Des del lloc es domina la vall del Ter i el sot de Balà.

## Història
Documentat en l'Arxiu Capitular de Vic, per primera vegada l'any 917 quan Adal i la seva muller Gisclavara vengueren una peça de terra que tenien al castell de Cornil («Cornile» o «Corneli»). Als testaments dels consorts Borrell i Ingilrada (970 i 981), pares del bisbe de Vic Borrell, consta que n'eren senyors d'un extens alou i de drets dominicals. Les compravendes i altres notícies, que es conserven en una desena de documents conservats a l'Arxiu Capitular de Vic, segueixen anomenant-lo Cornil, fins al segle xi en què és substituït pel nom de la Vall, Sau. Al segle xiii trobem el nom de roca de Sau o de Buoll («Bisuldumo»). El domini eminent del castell i del terme era en mans dels comtes de Barcelona però això consta només en època molt reculada. El principal feudatari fou la família dels castlans de Cabrera. Berenguer de Cabrera, castlà de Cabrera, en dictar testament el 1247 llegà al fill Arnau, juntament amb els castells de Cabrera i Voltregà, tot el que posseïa a Sau per herència de la seva mare, Beatriu de Castelló. Entre aquests béns hi figurava la roca de Sau. El 1287 s'esmenta Arnau de Cabrera en un plet sobre «Bisuldumo» iniciat per Gastó de Bearn, dels Montcada. L'any 1336 Isabel de Cabrera comprà al rei l'omnímoda jurisdicció de la vall de Sau. El 1352, Artal de Cabrera vengué al vescomte Bernat II de Cabrera la vall de Sau i les seves parròquies per set mil sous. La roca de Sau fou unida el 1356 al comtat d'Osona que el rei Pere el Cerimoniós creà pel vescomte Bernat III de Cabrera. La roca i la vall de Sau no eixiren dels dominis dels Cabrera i tingueren les mateixes vicissituds familiars que el castell de Cabrera.

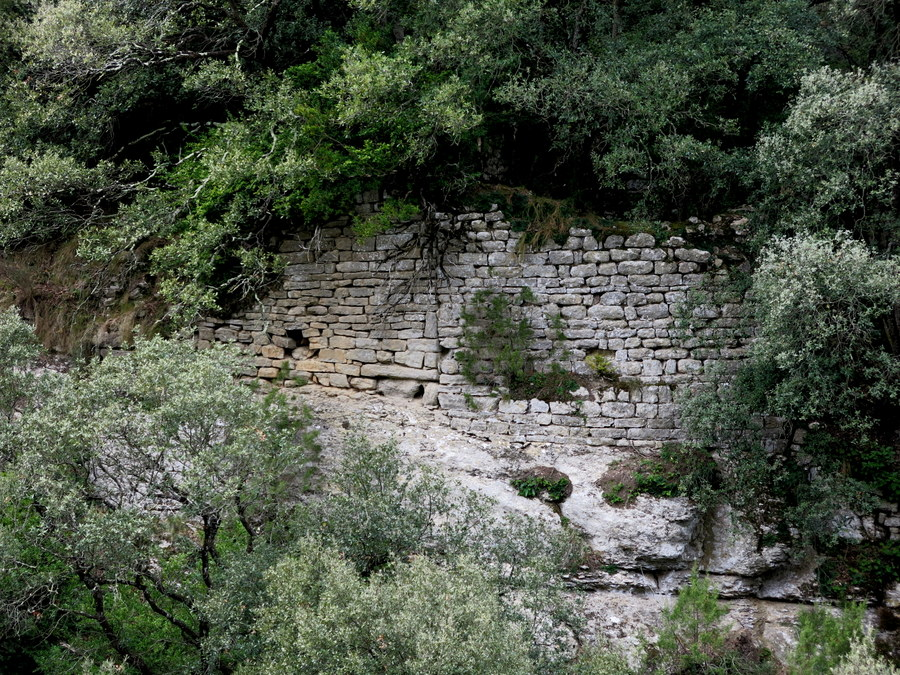
Castell de Cornil (2016)

### Els castlans
Els castlans d'aquest castell i del terme foren la família Sau, perfectament documentada a partir dels anys 1120-1130. Posseïen la roca de Sau i la domus de Cascabous o del Pi de Sau i anaren augmentant els seus drets amb l'administració d'altres béns i drets aliens a la castlania. A principis del segle xv la família canvià el nom originari pel de Vilafreser arran d'un enllaç matrimonial. Vers l'any 1443 continuaren els Vilanova, que eren castlans feudataris de Savassona; aquesta família continuà en el domini seguint les mateixes vicissituds familiars que el castell de Savassona. El 1315, apareix un presumpte sotscastlà, Bernat d'Esquerit, guarda de la Roca de Sau. La família d'aquest sotscastlà no apareix més en la documentació.
Les notícies documentals són nul·les pel que fa a l'edifici del castell Cornil o de la roca de Sau. L'any 1472 encara estava dempeus després de la fi de la guerra entre la Generalitat i el rei Joan II. El castell ha de correspondre a la roca de Sau que ha anat canviant l'apel·latiu. Roca = força = castell i altre cop roca.

## Arquitectura
Les restes són minses però es poden distingir elements ben diferenciats. Un situat just a l'istme, únic indret vulnerable i que seria la zona fortificada. S'hi veuen diversos murs que formen un basament de muralla com també terres que engrandeixen la plataforma habitable. Al lloc més prominent hi ha les restes d'una peça de planta quadrada, d'uns 3 m de costat interior, que podria ser una torre, als costats de la qual continua la muralla però no se sap on acabava. A la banda de tramuntana del Puig de la Força hi ha una cisterna cavada a la roca i coberta amb una volta de carreus. Enmig del cingle, damunt d'una lleixa plana, hi ha les restes de dos habitatges que n'aprofiten les balmes. Només és visible el mur que tanca la balma i restes del foc que amb el temps tenyí la roca de color negre. Un d'ells, el millor conservat, es troba al vessant de migjorn i l'altre a llevant del Puig. L'aparell dels murs és el mateix a totes aquestes construccions. És de pedres molt ben encarades, de forma quasi paral·lelepipèdica, de mides mitjanes, molt ben posades formant filades. El morter és de poca duresa, fet amb sorra, calç i argila.
Al sector de Tavertet hi ha força restes d'habitatges sota les balmes, algunes habitades fins no fa gaire temps. Amb tot, l'aparell dels murs dels habitatges del Puig de la Força és indiscutiblement d'època anterior.